# Pedro Passos Coelho
Pedro Passos Coelho (født 24. juli 1964 i Coimbra) er en portugisisk politiker og økonom. Han var landets premierminister fra 2011 til 2015.
Passos Coelho var leder for Partido Social Democrata, et socialliberalt parti, fra 2010 til 2018. Han er uddannet økonom fra Universidade Lusíada de Lisboa og har været leder af sin partigruppe i Portugals parlament.
Den 21. juni 2011 blev han indsat som Portugals premierminister, i det regeringen Passos Coelho kom til magten efter parlamentsvalget i Portugal 2011.